# Batalla del Garona
La batalla del río Garona se libró en el año 732 entre un ejército omeya dirigido por Abd ar-Rahman ibn Abd Allah al-Gafiqi, valí de Al-Ándalus, y las fuerzas de los francos encabezadas por Odón el Grande, duque de Aquitania.

## Antecedentes
En el inicio de su gobierno de Al-Ándalus en el 730, Abd ar-Rahman ibn Abd Allah al-Gafiqi impugnó a Uthman ibn Naissa, el valí de Narbona; que sabiendo de la opresión que sufrían los bereberes en el norte de África, había pactado una tregua con Odón el Grande, casándose con Lampada, la hija del duque.
Gedhi ibn Zeyan fue enviado por Gafiqi a capturar a Uthman ibn Naissa. Este último logró escapar del sitio de Llivia, muriendo en las montañas de la Cerdaña y siendo su mujer enviada al harén del califa en Damasco.
Abd-ar-Rahman reunió las tropas en Pamplona y atravesó los Pirineos por Roncesvalles y Somport. Avanzando con gran velocidad llegó a Burdeos, ciudad que fue tomada al asalto muriendo el comandante de la guarnición durante la batalla. Las tropas de Odón se retiraron hacia el norte siguiendo el curso del río Garona.

## La batalla
En su avance hacia el norte, después de la victoria en la batalla de Burdeos, las tropas de Abd ar-Rahman ibn Abd Allah al-Gafiqi, entre 65 000 y 70 000 hombres, se enfrentaron a las de Odón el Grande sobre el río Garona o el río Dordoña. Los francos fueron derrotados ampliamente y la mayoría de sus fuerzas eliminadas. La matanza de cristianos en el río Garona fue terrible, como recoge la Crónica mozárabe:

«Solus Deus numerum morientium vel pereuntium recognoscat»
«Sólo Dios conoce el número de muertos»
Isidoro Pacense. Incipit Epitome Imperatorum, vel Arabum Ephemerides, atque Hispaniae Chronographia Sub Uno Volumine Collecta

Las tropas musulmanas procedieron a continuación a devastar totalmente aquella parte de la Galia, y sus propias crónicas afirmaron:[cita requerida]

«Los creyentes atravesaron las montañas, arrasaron el terreno abrupto y el llano, saquearon hasta bien adentro el país de los francos y lo castigaron todo con la espada, de forma que cuando Eudes trabó batalla con ellos en el río Garona, huyó.»

## Consecuencias
Tras la victoria, los musulmanes saquearon los ricos monasterios del norte de Aquitania, antes de reanudar su marcha hacia el norte. Entretanto, encabezados por Odón el Grande los restos de los aquitanos se unieron a los francos. Los ejércitos árabes fueron derrotados por las fuerzas dirigidas por Carlos Martel en la batalla de Tours el 10 de octubre del 732.

### Citas
1. ↑  Coppée, Henry (2002 (1881)). History of the Conquest of Spain by the Arab Moors (en inglés). Gorgias Press LLC. p. 430. ISBN 1931956936.
2. ↑  Ellis, Edward Sylvester (1913). The Story of the Greatest Nations: A Comprehensive History, Extending from the Earliest Times to the Present, Founded on the Most Modern Authorities Including A Complete Chronology of the World and a Pronouncing Vocabulary Of Each Nation (en inglés). F.R. Niglutsch.
3. ↑  Scott, Samuel Parsons (1904). History of the moorish empire in Europe (en inglés). Volumen I (1a edición). J.B. Lippincott Company. pp. 296-297. Consultado el 26 de febrero de 2014.
4. ↑  Diversos autores (1965). A history of Islamic Spain (en inglés). Edinburgh University Press. p. 22. Consultado el 26 de febrero de 2014.
5. ↑  Guizot, François (1823). Essai sur l’histoire de France du Ve au Xe siècle (en francés). «François Guizot».